# Diaphanoptera khorasanica
Diaphanoptera khorasanica är en nejlikväxtart som beskrevs av Karl Heinz Rechinger. Diaphanoptera khorasanica ingår i släktet Diaphanoptera och familjen nejlikväxter. Inga underarter finns listade i Catalogue of Life.